# Chthonioidea
Chthonioidea (лат.) — надсемейство псевдоскорпионов, представляющее самых раньше всех отделившихся от общих предков и самых примитивных ныне живущих псевдоскорпионов. Надсемейство включает два семейства.
- Pseudotyrannochthoniidae — по всему миру (около 5 родов, 50 видов).
- Chthoniidae — по всему миру (более 40 родов, более 600 видов)

Некоторые авторы считают, что род Lechytia относится к собственному семейству Lechytiidae, а не к Chthoniidae.